# Draba lactea
Draba lactea — вид трав'янистих рослин родини капустяні (Brassicaceae). Етимологія: лат. lactea — «молочний».

## Опис
Багаторічна рослина. Стебла нерозгалужені, 0.2–1.1(1.5) дм, голі або з рідкісними волосками проксимально. Прикореневі листки черешкові; пластини від оберненоланцетних до оберненояйцевидих, (0.3)0.5–1.1(1.7) см × (1)2–6 мм, поля, як правило, цілі, рідко зазубрені, (іноді війчасті), поверхні іноді запушені. Стеблових листків 0 (або, рідше, 1 в ролі приквітка). Китиці 2–8(12)-квіткові. Квіти: чашолистки яйцеподібні, 1.8–3 мм, зазвичай голі, рідко з рідкісними волосками; пелюстки білі, оберненояйцеподібні, 3–5 × 1.8–3 мм; пиляки яйцеподібні, 0.3–0.4 мм. Плоди від довгасті до еліптично-ланцетних або яйцеподібних, 4–8 × (1.5)2–3 мм. Насіння яйцеподібне, 0.8–1.1 × 0.5–0.6 мм.

## Поширення
Азія: Росія; Європа: Фінляндія, Ісландія, Норвегія (у т.ч. Шпіцберген), Швеція, Фарерські острови; Північна Америка: Гренландія, Канада, Аляска (США). Населяє виходи гірських порід, осипи, кам'янисті схили і гребені, відкриті щебенисті ділянки, болотиста низини, луки.

## Галерея

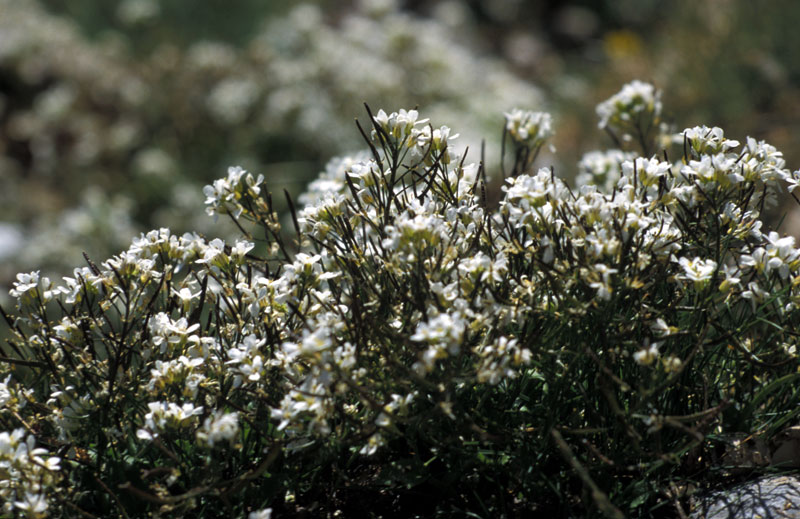